# Zimbabwe na Letních olympijských hrách 2008
Zimbabwe se účastnila Letní olympiády 2008. Zastupovalo ji 13 sportovců (8 mužů a 5 ženy) v 6 sportech.

## Medailisté
| Medaile | Jméno              | Sport   | Soutěž                    |
| ------- | ------------------ | ------- | ------------------------- |
| Zlato   | Kirsty Coventryová | Plavání | Ženy 200 m znak           |
| Stříbro | Kirsty Coventryová | Plavání | Ženy 100 m znak           |
| Stříbro | Kirsty Coventryová | Plavání | Ženy 200 m polohový závod |
| Stříbro | Kirsty Coventryová | Plavání | Ženy 400 m polohový závod |